# Solanum chilense
Solanum chilense (Syn. Lycopersicon chilense) ist eine Pflanzenart aus der Sektion der Tomaten (Lycopersicon) in der Gattung der Nachtschatten (Solanum).

## Beschreibung

### Vegetative Merkmale
Solanum chilense ist eine robuste, ausdauernde, krautige Pflanze, die zunächst aufrecht, später liegend wächst. Sie wird bis zu 1 m hoch und erreicht einen Durchmesser von ebenfalls bis zu einem Meter, kann sich aber vor allem an felsigen Standorten gelegentlich weiter ausbreiten. Die gräulichen Stängel verholzen an der Basis und erreichen einen Durchmesser von 8 bis 12 mm. Die dichte, samtige Behaarung besteht aus weißen, einreihigen, nichtdrüsigen Trichomen mit bis zu 0,5 mm Länge und vereinzelten kurzen, einreihigen, drüsigen Trichomen mit vier- oder achtzelligen Köpfen.
Die sympodialen Einheiten besitzen zwei (selten drei) Laubblätter, die Internodien sind 1 bis 2 (selten bis 5) cm lang. Die Laubblätter sind unterbrochen unpaarig gefiedert, (selten nur 5 bis) 7 bis 13 (selten bis 20) cm lang und (selten nur 2) 2,5 bis 6,5 (selten bis 10) cm breit. Sie sind gräulich grün gefärbt. Die Behaarung ähnelt der der Sprossachse, jedoch mit weniger drüsigen Trichomen.
Das Blatt besteht aus fünf bis sieben Paar Hauptteilblättern, die schmal elliptisch geformt sind, eine breit-spitze bis zugespitzte Spitze und eine schräge, an den Teilblattstielchen herablaufende Basis besitzen, so dass sie aufsitzend erscheinen. Zwischen den oberen und unteren Teilblättern besteht kein nennenswerter Größenunterschied, sie erreichen eine Länge von 1,2 bis 3,5 cm und eine Breite von 0,5 bis 1,3 cm. Das vordere Teilblatt ist länger und im Verhältnis schmaler als die seitlichen und dann 2 bis 4 cm lang und 0,7 bis 2,5 cm breit. Teilblätter zweiter Ordnung kommen oftmals an den größten Seitenblättern vor und sind 0,2 bis 0,4 cm lang und 0,05 bis 0,2 cm breit. Ihre Basis läuft an den Teilblattstielen herab. Zwischen den Hauptteilblättern stehen meist in zwei Paaren etwa 10 bis 20 eingeschobene Teilblättchen, diese sind 0,2 bis 0,5 cm lang und 0,1 bis 0,3 cm breit. Pseudonebenblätter sind an den meisten Knoten deutlich ausgeprägt und 0,5 bis 0,9 cm lang, sowie 0,4 bis 1,2 cm breit.

### Blütenstände und Blüten
Die Blütenstände bestehen aus (selten nur zwölf) 20 bis 50 Blüten und erreicht eine Länge von 6 bis 20 (selten bis 30) cm. Meist sind sie einmal gegabelt, gelegentlich treten zur Spitze hin weitere Gabelungen auf. Tragblätter können fehlen oder aber auch an fast jedem Knoten vorhanden sein, dann erreichen sie eine Länge von 0,5 bis 1,2 cm und eine Breite von 0,2 bis 0,5 cm; ihr Rand ist unregelmäßig gekerbt. Die Blütenstände stehen an 4 bis 15 cm langen Blütenstandsstielen. Sie sind ähnlich den Stängeln und den Laubblättern behaart. Die Blütenstiele sind 1 bis 1,6 cm lang und in der oberen Hälfte gelenkartig abgeknickt.
Die Knospen haben eine Länge von 9 bis 12 cm und sind 3 bis 4 cm breit. Sie haben eine konische, gerade Form. Bevor sich die Knospe öffnet stehen die Kronblätter bereits etwas mehr als die Hälfte über den Kelch hinaus. Zur Blütezeit ist die Kelchröhre etwa 0,5 bis 1 mm lang und ist mit 5 bis 6 mm langen und 1 bis 2 mm breiten, lanzettlichen, auf beiden Seiten dicht weiß samtig behaarten Kelchzipfeln besetzt. Die radförmig-sternförmige Krone erreicht einen Durchmesser von 2 bis 2,6 cm. Sie ist leuchtend gelb gefärbt, die Mitteladern jedes Kronlappens sind dunkler gefärbt. Die Kronröhre hat eine Länge von 0,4 bis 0,5 (selten bis 0,7) cm, die Kronlappen erreichen eine Länge von 1 bis 1,2 cm und eine Breite von 0,5 bis 0,6 (selten bis 0,7) cm. Die Außenseite ist spärlich mit einfachen, bis zu 0,25 mm langen Trichomen besetzt, die an den Mitteladern, Rändern und Spitzen dichter stehen.
Die Staubblätter sind zu einer geraden Röhre mit einer Länge von 0,9 bis 1,3 cm verwachsen, dabei erreichen die Staubfäden eine Länge von weniger als 0,5 cm, die Staubbeutel werden 0,5 bis 0,8 cm lang und der sich an der Spitze befindliche sterile Anhang wird 0,15 bis 0,2 cm lang. Der Fruchtknoten ist kugelförmig, unbehaart oder nur an der Spitze fein flaumhaarig behaart. Der Griffel ist 1 bis 1,4 mm lang und misst 0,5 mm im Durchmesser. In der unteren Hälfte ist er dicht weiß-behaart, er steht etwa 1,5 bis 2 cm über die Staubblattröhre hinaus und trägt eine kopfige, grün gefärbte Narbe.

### Früchte und Samen
Die Frucht ist eine 1 bis 1,5 cm durchmessende, kugelförmige Beere. Sie ist in zwei bis fünf Kammern unterteilt und zur Reife grünlich weiß mit violetten Streifen entlang der Kammergrenzen gefärbt. Sie ist spärlich bis mäßig mit 0,5 bis 0,7 mm langen, einfachen, weißen Trichomen behaart; gelegentlich besitzen die Trichome einzellige drüsige Köpfe. Dazwischen stehen gelegentlich kurze einreihige Trichome mit vierzelligen drüsigen Köpfen. Der Stiel ist zur Fruchtreife 1,4 bis 2,1 cm lang und gerade oder am Gelenk leicht gebogen. Die Kelchlappen vergrößern sich an der Frucht auf 12 bis 16 mm und haben dann eine Breite von 1,5 bis 2 mm und umfassen die Frucht nur leicht oder sind abgespreizt.
Die Samen sind 2,2 bis 3,2 mm lang, 1,2 bis 1,6 mm breit und 0,5 bis 0,7 mm hoch. Sie sind umgekehrt eiförmig, dunkelbraun und mit haarartigen Auswüchsen der äußeren Samenwandzellen bedeckt, so dass die Oberfläche seidenartig oder zottig erscheint. An der Spitze sind sie schmal geflügelt, an der Basis zugespitzt.

## Ökologie
Die Blüten und Früchte erscheinen regelmäßig über das gesamte Jahr verteilt, einen Anstieg in der Blütenzahl gibt es jedoch zwischen September und Oktober.

## Vorkommen und Standorte
Die Art kommt an den westlichen Hängen der Anden von Tacna im südlichen Peru bis ins nördliche Chile vor. Sie wachsen dort auf extrem trockenen, felsigen Flächen und in küstennahen Wüsten zwischen Meereshöhe bis hinauf auf 3000 m.